# Passiflora cordistipula
Passiflora cordistipula är en passionsblomsväxtart som beskrevs av Cervi. Passiflora cordistipula ingår i släktet passionsblommor, och familjen passionsblomsväxter. Inga underarter finns listade i Catalogue of Life.